# Rue de Siam (Paris)
Koordinaten: 48° 52′ N, 2° 16′ O
Die Rue de Siam ist eine 165 Meter lange und 12 Meter breite Straße im Quartier Muette des 16. Arrondissements von Paris.

## Lage
Sie beginnt bei den Nummern 1 der Rue Edmond About bzw. 15 der Rue Mignard und führt als Einbahnstraße zur Nummer 43 der Rue de la Pompe.

## Namensursprung
Die Straße führte den Namen, weil die ehemalige Botschaft von Siam (heute Thailand) von 1884 bis 1939 hier residierte.

## Geschichte
Die Straße wurde 1884 eröffnet und noch im selben Jahr bezog hier die Botschaft Thailands in Frankreich ihr Quartier. Aus diesem Anlass erhielt die Straße ihren noch heute gültigen Namen, wobei die Botschaft selbst die Rue de Siam bereits 1939 wieder verlassen hatte und mittlerweile im benachbarten Quartier de la Porte-Dauphine unter Nummer 8 der Rue Greuze residiert.

## Sehenswürdigkeiten
Um 1900 lebte der englische Schriftsteller George Gissing (1857–1903) im Haus Nummer 13 dieser Straße.

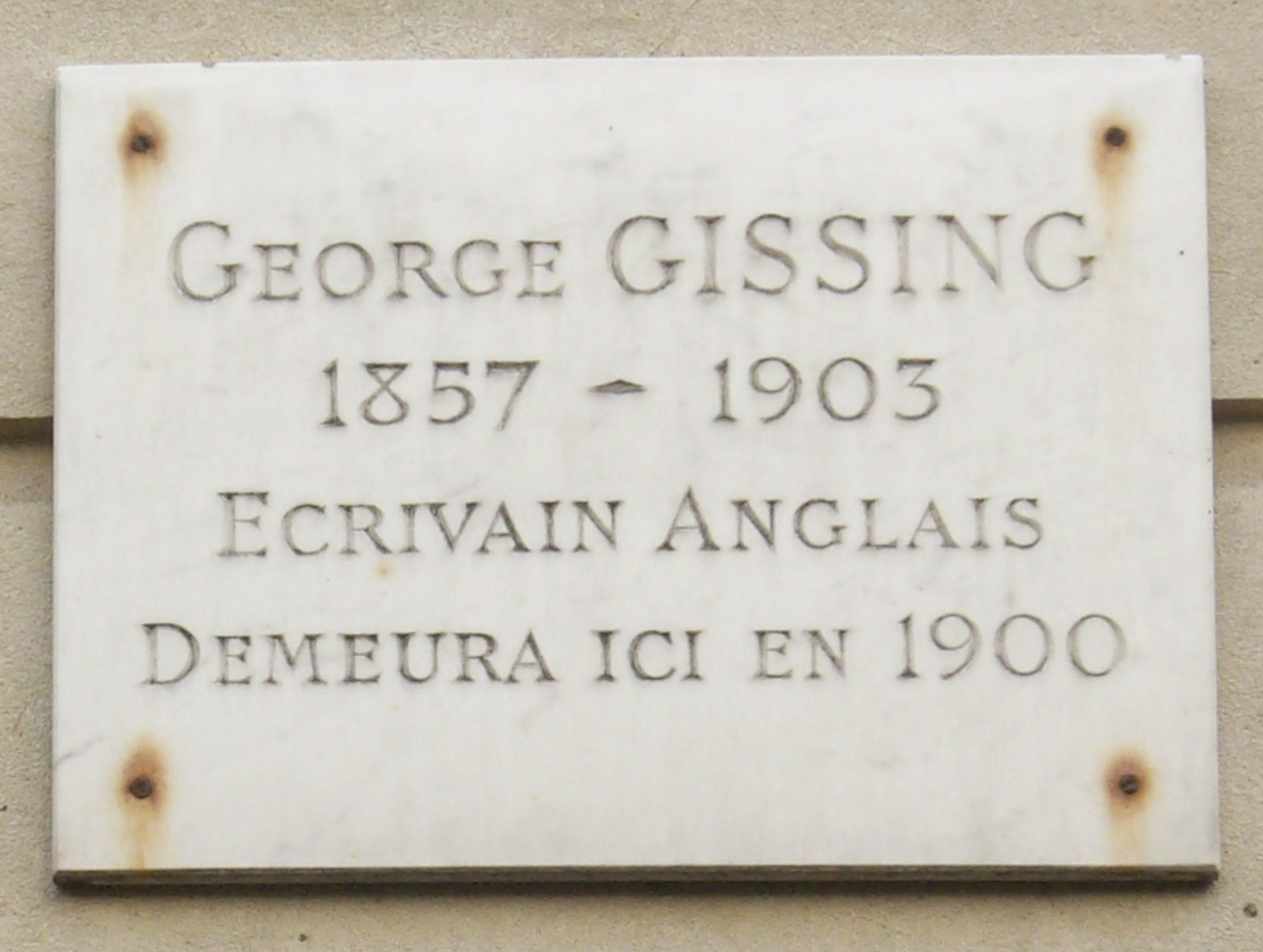
Gedenktafel für George Gissing